# オーウェン・ホワイト
- オーエン・ホワイト

ウィリアム・ティモシー・オーウェン・ホワイト（William Timothy Owen White, 1999年8月9日 - ）は、アメリカ合衆国ノースカロライナ州ローワン郡マウント・ウラ区出身のプロ野球選手（投手）。右投右打。MLBのシンシナティ・レッズ所属。

## 経歴

### プロ入りとレンジャーズ時代
2018年のMLBドラフト2巡目（全体56位）でテキサス・レンジャーズから指名され、予定していたサウスカロライナ大学への進学を取りやめプロ入り。契約金は150万ドル。
2019年は5月に右肘を痛めてトミー・ジョン手術を受け、公式戦への出場はなかった。
2020年はCOVID-19の影響でマイナーリーグのシーズンが中止となり、3年連続で公式戦への出場がなかった。
2021年に傘下のA級ダウンイースト・ウッドダックスでプロデビューし、シーズン途中にはルーキー級アリゾナ・コンプレックスリーグ・レンジャーズでもプレーした。この年は2チーム合計で9試合（先発8試合）に登板して4勝1敗、防御率3.06、56奪三振の成績を記録した。
2022年はA+級ヒッコリー・クロウダッズで開幕を迎えた。シーズン途中にAA級フリスコ・ラフライダーズへ昇格した。
2023年6月13日にメジャーデビューを果たした。6月26日にオールスター・フューチャーズゲームに選出された。この年メジャーでは2試合に登板したものの、0勝1敗、防御率11.25、4奪三振と結果を残せなかった。
2024年もメジャー3試合の登板で、この年は勝敗こそ付かなかったものの防御率24.00、一つも奪三振を奪えずと、前年よりもさらに成績が悪化した。オフの12月20日にホビー・ミルナーを獲得したことに伴ってDFAとなった。

### レッズ時代
2025年1月6日に金銭トレードで、シンシナティ・レッズへ移籍した。
2025年1月29日にサンフランシスコ・ジャイアンツからテイラーロジャースを獲得した事によりロスター枠を開けるためシンシナティ・レッズからDFAとなった。

## 詳細情報

### 年度別投手成績
| 年 度    | 球 団    | 登 板 | 先 発 | 完 投 | 完 封 | 無 四 球 | 勝 利 | 敗 戦 | セ 丨 ブ | ホ 丨 ル ド | 勝 率 | 打 者 | 投 球 回 | 被 安 打 | 被 本 塁 打 | 与 四 球 | 敬 遠 | 与 死 球 | 奪 三 振 | 暴 投 | ボ 丨 ク | 失 点 | 自 責 点 | 防 御 率 | W H I P |
| -------- | -------- | ----- | ----- | ----- | ----- | -------- | ----- | ----- | -------- | ----------- | ----- | ----- | -------- | -------- | ----------- | -------- | ----- | -------- | -------- | ----- | -------- | ----- | -------- | -------- | ------- |
| 2023     | TEX      | 2     | 0     | 0     | 0     | 0        | 0     | 1     | 0        | 0           | .000  | 19    | 4.0      | 5        | 2           | 2        | 0     | 0        | 4        | 0     | 0        | 5     | 5        | 11.25    | 1.75    |
| 2024     | TEX      | 3     | 0     | 0     | 0     | 0        | 0     | 0     | 0        | 0           | ----  | 18    | 3.0      | 9        | 1           | 1        | 0     | 0        | 0        | 0     | 0        | 8     | 8        | 24.00    | 3.33    |
| MLB：2年 | MLB：2年 | 5     | 0     | 0     | 0     | 0        | 0     | 1     | 0        | 0           | .000  | 37    | 7.0      | 14       | 3           | 3        | 0     | 0        | 4        | 0     | 0        | 13    | 13       | 16.71    | 2.43    |

- 2024年度シーズン終了時

### 年度別守備成績
| 年 度 | 球 団 | 投手（P） | 投手（P） | 投手（P） | 投手（P） | 投手（P） | 投手（P） |
| 年 度 | 球 団 | 試 合     | 刺 殺     | 補 殺     | 失 策     | 併 殺     | 守 備 率  |
| ----- | ----- | --------- | --------- | --------- | --------- | --------- | --------- |
| 2023  | TEX   | 2         | 0         | 1         | 0         | 0         | 1.000     |
| MLB   | MLB   | 2         | 0         | 1         | 0         | 0         | 1.000     |

- 2023年度シーズン終了時

### 記録
- オールスター・フューチャーズゲーム選出：1回（2023年）